# Alexander Fermor-Hesketh
Thomas Alexander Fermor-Hesketh, 3:e baron Hesketh, KBE, PC, född 28 oktober 1950, är en brittisk adelsman och politiker (UKIP). 
Hesketh har ett stort motorintresse och har grundat formel 1-stallet Hesketh Racing och motorcykeltillverkaren Hesketh Motorcycles. Under 1990-talet var han ordförande för British Racing Drivers' Club.